# Bienze IJlstra
Bienze IJlstra (Buitenpost, 1954) is een Nederlands dirigent, muziekpedagoog en eufoniumspeler.

## Levensloop
IJlstra kreeg zijn eerste muzieklessen van Tjeerd Brouwer in de muziekschool "De Wâldsang" in Buitenpost. Hij studeerde aan de Muziek Pedagogische Academie in Leeuwarden eufonium en HaFa-directie. Al op 18-jarige leeftijd werd hij dirigent van zijn eerste brassband. Zo was hij onder andere dirigent van de brassband De Bazuin uit Oenkerk en van 1985 tot 1989 van de brassband De Wâldsang uit Buitenpost. Met zijn brassbands heeft hij regionale en nationale successen behaald. Van 1994 tot 2002 was hij ook dirigent van de fanfare "Joost Wiersma" uit Eestrum. Met deze fanfare heeft hij in 1997 en 2001 bij het Wereld Muziek Concours in Kerkrade opgetreden en behaalde 1e prijzen. Tevens was IJlstra dirigent van fanfareorkest De Bazuin uit Augustinusga, en van de christelijke brassband "Blaast de Bazuin" uit Surhuisterveen in Achtkarspelen
Tegenwoordig is hij hoofddocent voor de koperblazers aan de streekmuziekschool De Wâldsang in Buitenpost. Hij dirigeert ook het koperensemble van deze muziekschool en is eveneens dirigent van het Christelijk Fanfarekorps Wilhelmina te Leens en van de Chr. Fanfare Oranje te Minnertsga.